# Гинин, Николай Степанович
Николай Степанович Гинин (10 декабря 1925 года — 15 августа 1999 года) — слесарь Краснокамского монтажного участка «Пермьэнергомонтаж». Герой Социалистического Труда. Почётный гражданин города Нефтекамска.

## Биография
Николай Степанович Гинин родился 10 декабря 1925 году в д. Тысяцково Добрянского района Пермского края. Образование — неполное среднее.
Трудовую деятельность начал в 1942 году слесарем Краснокамского монтажного участка «Пермьэнергомонтаж» после окончания ремесленного училища № 13 г. Губаха Пермской области. В 1943—1946 гг. работал слесарем Губахского монтажного участка треста «Уралэнергомонтаж». С 1946 г. трудился бригадиром слесарей монтажного участка треста «Уралэнергомонтаж» на строительстве Кизиловской, Яйвинской, Березовской ГРЭС, Соликамской и Нижне-Тагильской ТЭЦ. С 1966 г. работал бригадиром слесарей-монтажников Нефтекамского участка треста «Уралэнергомонтаж» в Башкирской АССР.
Бригада, работая на строительстве Кармановской ГРЭС, на монтаже блоков 300 тысяч киловатт-часов, установила на сборочной площадке два козловых крана грузоподъемностью 30 тонн каждый, один козловой кран грузоподъемностью 50 тонн, в котельном отделении — два мостовых крана грузоподъемностью 125 тонн каждый. С начала монтажа оборудования электростанции бригадой было смонтировано 185 единиц механизмов: циркулярные насосы береговой насосной, конденсатные, сливные насосы турбоустановки, бустерные насосы, подъемные насосы эжекторов, электропитательный насос и другие механизмы машинного зала и объединенного вспомогательного корпуса.
Н. С. Гинин большое внимание уделял повышению квалификации работников, росту производительности труда, экономии трудозатрат. За годы восьмой пятилетки (1966—1970) выработка на одного члена бригады составила 53 698 рублей при плане 50 180 рублей.
Задание 1970 г. по выработке на одного рабочего было выполнено досрочно — к 1 ноября 1970 г., ежегодное выполнение составляло 125—130 процентов.
За выдающиеся успехи в выполнении заданий пятилетнего плана Указом Президиума Верховного Совета СССР от 20 апреля 1971 г. Н. С. Гинину присвоено звание Героя Социалистического Труда.
Бригада Н. С. Гинина участвовала в возведении объектов Ириклинской ГРЭС, завода «Башсельмаш» в г. Нефтекамске.
В 1985 г. вышел на пенсию.
Почетный гражданин города Нефтекамск.
Гинин Николай Степанович умер 15 августа 1999 года.

## Награды
- Герой Социалистического Труда (1971)
- Награждён орденами Ленина (1971), «Знак Почёта» (1962), медалями.

## Память
В г. Нефтекамске именем Н. С. Гинина названа улица. На доме, где жил Герой, установлена мемориальная доска.